# Uloborus aureus
Uloborus aureus là một loài nhện trong họ Uloboridae.
Loài này thuộc chi Uloborus. Uloborus aureus được miêu tả năm 1863 bởi Vinson.